# Fernando Soler
Fernando Díaz Pavía, plus connu comme Fernando Soler (né le 24 mai vers 1896 à Saltillo et décédé le 24 octobre 1979 à Mexico) était un acteur, réalisateur, scénariste et producteur mexicain de cinéma et de théâtre. Il était l'aîné des frères Soler.

## Biographie
Fernando Díaz Pavía est le fils de Domingo Díaz García et Irene Pavía Soler, tous les deux acteurs de théâtre espagnols arrivés au Mexique en 1896 à l'occasion d'une tournée dans tout le pays. Au début de la révolution mexicaine, la famille s'installe à Los Angeles aux États-Unis. Fernando y suit des cours d'administration.
Fernando « Soler » commence sa carrière d'acteur en 1916 au sein du Cuarteto Infantil Soler auprès de ses frères Domingo et Andrés et de sa sœur Irene. En 1922, Fernando et Irene intègrent les studios d'Hollywood pour tourner dans The Spanish Jade. Par la suite, il enchaîne des productions américaines, mexicaines et cubaines. En 1923, avec son épouse Sagra del Río et ses frères, il crée une compagnie de théâtre à Cuba, et effectue une tournée en Amérique latine et en Espagne. La troupe se présente pour la première fois à Mexico en 1925. En 1932, Fernando s'illustre au Teatro Infanta Beatriz de Madrid où il met en scène El amigo Tedy. Il retourne au Mexique en 1934, et présente la pièce Judas.
La même année il joue dans le film parlant Chucho El roto de Gabriel Soria. Cela marque le début d'une carrière prolifique d'acteur de cinéma sous la direction de grands noms comme Alejandro Galindo, Luis Buñuel, Ismael Rodríguez, Arturo Ripstein, Emilio Fernández, Juan Bustillo Oro et Alberto Gout.
En 1934, Fernando devient membre de l'Association nationale des acteurs (l'ANDA) avec ses frères, et en devient le premier secrétaire général.
En 1935, il participe à plusieurs programmes radiophoniques d'histoires courtes. Il réapparait à la radio en 1944 aux côtés de Joaquín Pardavé.
En 1939, Fernando Soler s'essaie au scénario et à la réalisation. Par la suite, il dirige 22 films, parmi lesquels Tentación, Ojos negros, Cuide a su marido, María del Mar, Los hijos artificiales et Educando a papá ; et écrit 15 scénarios.
De 1946 à 1950, il préside l'Académie mexicaine des arts et des sciences cinématographiques (AMACC).
À la télévision, Fernando Soler participe à plusieurs pièces du début de la télévision mexicaine, dans les années 1950 et 1960, et apparaît dans la telenovela Los Miserables.
Il meurt le 24 octobre 1979 d'un arrêt cardiaque.

## Filmographie

### Comme réalisateur
- 1940 : Con su amable permiso
- 1942 : El Barbero prodigioso
- 1942 : El Verdugo de Sevilla
- 1943 : Qué hombre tan simpático
- 1943 : Tentación
- 1943 : Ojos negros
- 1944 : Como todas las madres
- 1945 : Capullito de alhelí
- 1946 : Mamá Inés
- 1947 : Me persigue una mujer
- 1947 : El Conquistador
- 1949 : La Hija del penal
- 1950 : Cuide a su marido
- 1951 : El Grito de la carne
- 1951 : Los Enredos de una gallega
- 1951 : Mi mujer no es mía
- 1952 : María del Mar
- 1953 : El Gran mentiroso
- 1955 : Educando a papá
- 1955 : El Indiano
- 1955 : El Coyote
- 1955 : Sólo para maridos

### Comme acteur
- 1915 : The Spanish Jade de Wilfred Lucas
- 1932 : ¿Cuándo te suicidas?
- 1934 : Chucho El roto de Gabriel Soria
- 1936 : Celos
- 1938 : Por mis pistolas
- 1938 : Los Dos cadetes
- 1938 : Refugiados en Madrid
- 1938 : Abnegación
- 1938 : La casa del ogro de Fernando de Fuentes
- 1939 : Papacito lindo
- 1939 : La Bestia negra
- 1939 : Verbena trágica
- 1939 : Los hijos mandan
- 1940 : En tiempos de Don Porfirio de Juan Bustillo Oro
- 1940 : Con su amable permiso
- 1940 : Pobre diablo
- 1940 : Odio
- 1941 : Cuando los hijos se van de Juan Bustillo Oro
- 1941 : Creo en Dios
- 1941 : Al son de la marimba
- 1942 : El Verdugo de Sevilla
- 1942 : El Barbero prodigioso
- 1943 : Ojos Negros
- 1943 : Tentación
- 1943 : Qué hombre tan simpático
- 1944 : El Rey se divierte
- 1944 : Como todas las madres
- 1944 : México de mis recuerdos
- 1944 : La Femme sans âme (La Mujer sin alma) de Fernando de Fuentes
- 1945 : Las Cinco advertencias de Satanás
- 1945 : Flor de durazno
- 1945 : Capullito de alhelí
- 1945 : La Mujer que engañamos
- 1946 : Mamá Inés
- 1946 : La Reina de la opereta
- 1947 : Todo un caballero
- 1947 : Los Maderos de San Juan
- 1948 : Rosenda
- 1948 : Que Dios me perdone
- 1949 : La Oveja negra d'Ismael Rodríguez
- 1949 : Le Grand Noceur (El Gran Calavera) de Luis Buñuel
- 1949 : Las Tandas del principal
- 1949 : El Dolor de los hijos
- 1949 : Cuando los padres se quedan solos
- 1949 : Una familia de tantas d'Alejandro Galindo
- 1950 : Mi querido capitán
- 1950 : Yo quiero ser tonta
- 1950 : Azahares para tu boda
- 1950 : No desearás la mujer de tu hijo d'Ismael Rodríguez
- 1950 : Cuide a su marido
- 1950 : Las Joyas del pecado
- 1951 : Mi mujer no es mía
- 1951 : Don Quintin l'amer
- 1951 : Femmes interdites d'Alberto Gout
- 1951 : Amor a la vida
- 1951 : Susana la perverse (Susana, demonio y carne) de Luis Buñuel
- 1951 : El Grito de la carne
- 1952 : Prefiero a tu papá
- 1952 : Por ellas aunque mal paguen
- 1952 : Mamá nos quita los novios
- 1953 : Reportaje d'Emilio Fernández
- 1953 : El Gran mentiroso
- 1954 : Maldita ciudad
- 1955 : Sólo para maridos
- 1955 : El Indiano
- 1955 : Educando a papá
- 1958 : Cuando Mexico canta
- 1961 : Memorias de mi general
- 1962 : Pueblito de Emilio Fernández
- 1962 : El Amor de los amores
- 1962 : Sol en llamas
- 1963 : María Pistolas
- 1963 : México de mis recuerdos
- 1963 : Penumbra para una chica
- 1963 : Herencia de patrones
- 1964 : He matado a un hombre
- 1964 : Campeón del barrio
- 1964 : Así amaron nuestros padres
- 1964 : Historia de un canalla
- 1964 : La Edad de la violencia
- 1964 : El Corrido de María Pistolas
- 1964 : Operación X-22 : en compañía de la muerte
- 1964 : Los Hermanos Muerte
- 1965 : La Sangre de Matamoros
- 1965 : Cuchillo limpio
- 1965 : Chicharrina en México
- 1965 : Yo soy el azabache
- 1965 : Corazón de norteño
- 1965 : Amor de adolescente
- 1965 : Los Tales por cuales
- 1966 : El Rey de los turistas
- 1966 : El Derecho de nacer
- 1966 : Los Matones
- 1966 : El misterio del carro desconocido
- 1966 : Casa de mujeres
- 1966 : Los Valses venían de Viena y los niños de París
- 1967 : Seis días para morir
- 1967 : Dinamiteros sobre el ring
- 1967 : Amanecí en tus brazos
- 1967 : El novio de las parranderas
- 1967 : Me quiero casar
- 1968 : Romeo contra Julieta
- 1968 : No hay cruces en el mar
- 1968 : La furia de los Mendoza
- 1968 : Dos pistoleros desagarrados
- 1968 : Los Ángeles de Puebla
- 1968 : Muchachas, muchachas, muchachas
- 1969 : Cuando los hijos se van
- 1969 : El Día de las madres
- 1969 : Blue Demon vs. El coleccionista de cadáveres
- 1969 : Los Enfielados
- 1969 : Jóvenes impotentes
- 1971 : Misión cumplida
- 1971 : Yesenia
- 1971 : Las locuras del Mochis
- 1971 : Ave sin nido
- 1971 : Canek y Fishman contra el poder de Ómicron
- 1971 : El hacedor del miedo
- 1972 : Hoy he soñado con Dios
- 1973 : Pobre pero honrada !
- 1974 : Los Gatilleros de Michoacán
- 1974 : El Señor de Osanto
- 1976 : La Comadrita
- 1977 : Pedro Páramo
- 1978 : El lugar sin límites d'Arturo Ripstein
- 1978 : El Gran perro muerto

### Comme scénariste
- 1940 : Odio de William Rowland
- 1943 : Qué hombre tan simpático de lui-même
- 1943 : Tentación de lui-même
- 1946 : Mamá Inés de lui-même
- 1950 : Cuide a su marido de Zacarías Gómez Urquiza et lui-même
- 1951 : El Grito de la carne de Zacarías Gómez Urquiza et lui-même
- 1951 : Mi mujer no es mía de lui-même
- 1952 : María del Mar de lui-même
- 1953 : El Gran mentiroso de lui-même
- 1955 : Educando a papá de lui-même
- 1955 : Sólo para maridos de lui-même
- 1970 : Tápame contigo de Manuel Zecena Diéguez

### Comme producteur
- 1940 : Pobre diablo de José Benavides hijo
- 1945 : Capullito de alhelí de lui-même
- 1949 : La Hija del penal de lui-même
- 1949 : Le Grand Noceur de Luis Buñuel

## Distinctions

### Récompense
- 1951 : Ariel d'argent du Meilleur Acteur pour No desearás la mujer de tu hijo d'Ismael Rodríguez

### Nomination
- 1952 : nommé pour l'Ariel d'argent du Meilleur Acteur pour El Grito de la carne de Zacarías Gómez Urquiza et lui-même